# Holotrochus tortilis
Holotrochus tortilis – gatunek chrząszcza z rodziny kusakowatych i podrodziny Osoriinae.

## Taksonomia
Gatunek opisany został w 2013 roku przez Urlicha Irmlera na podstawie parki odłowionej w 1966 roku oraz samca odłowionego 1981.

## Opis
Chrząszcz o ciele długości 3,2 mm. Ubarwiony ciemnobrązowo z rudą tylną krawędzią przedplecza, żółtymi czułkami i czerwonymi odnóżami. Oczy lekko wypukłe, długości skroni. Ciemię punktowane rzadziej niż nadustek
Czułki nieco tylko dłuższe od głowy, o drugim członie kulistym, szerszym i o ⅓ krótszym od stożkowatego trzeciego Przedplecze najszersze w połowie, na całych bokach obrzeżone. Tylna jego połowa zwężająca się silniej niż przednia. Pokrywy o wyraźnych, mniej lub więcej wielokątnych, opatrzonych krótkim lecz wyraźnym ząbkiem ramionach, głębokiej i gęstej punktacji oraz skórzastej rzeźbie. Odwłok drobno i gęsto punktowany oraz gęsto mikrosiateczkowany. Edeagus z ostrą, zakrzywioną częścią wierzchołkową i dwukrotnie skręconym endofallusem. Paramery nieco przekraczają długość edeagusa i są dość proste.

## Występowanie
Gatunek znany wyłącznie z Boliwii i Surinamu.